# Vísky (Římov)
Vísky (dříve Víska, německy Wiska nebo Wyska) jsou osada v okrese Třebíč v kraji Vysočina. Jde o základní sídelní jednotku obce Římov. Vísky se nacházejí asi 12,1 km jihozápadně od centra Třebíče a asi 8,4 km od okraje jejího zastavěného území. 
Osadou protéká potok Římovka. Je po obou stranách příjezdu označena značkami s nápisem Římov – Vísky. Prochází jí silnice III/4108, která zde končí.
V lokalitě Vísky se těžila v dole Černý důl grafitová tuha.

## Geografie
Sousedními obcemi osady Vísky jsou Čáslavice, Kojetice, Rokytnice nad Rokytnou a Římov. Od Čáslavic se osada nachází asi 1,3 km severovýchodně, od Římova 1,5 km jihovýchodně, od Kojetic 2,7 km severozápadně a od Rokytnice nad Rokytnou 2,9 km jihovýchodně. Asi dva kilometry na severovýchod se nachází kopec Horní hora (583 m).
V osadě je registrováno patnáct čísel popisných, nachází se zde přibližně dvacet budov.
Ve Vískách se nachází kaple Narození Panny Marie. Stojí zde již nefunkční, ale zachovalý stejnojmenný vodní mlýn Vísky (č. p. 38).